# NFC Norte
La NFC Norte es la división del Norte de la Conferencia Nacional de la National Football League.

## Historia
Fue creada para la temporada 2002, cuando la liga se reorganizó tras expandirse a treinta y dos equipos. Reemplazó la NFC Central, que había sido formada en 1970 tras la Fusión AFL-NFL. Además de los cuatro equipos actuales, desde 1977 y hasta la reconversión de 2002, los Tampa Bay Buccaneers formaron parte de dicha conferencia.

## Equipos
- Chicago Bears (Osos de Chicago), de Chicago, Illinois.
- Detroit Lions (Leones de Detroit), de Detroit, Míchigan.
- Green Bay Packers (Empacadores de Green Bay), de Green Bay, Wisconsin.
- Minnesota Vikings (Vikingos de Minnesota), de Minneapolis, Minnesota.

## Campeones de división
| Temp.                    | Equipo               | Marca  | Resultado en los playoffs             |
| ------------------------ | -------------------- | ------ | ------------------------------------- |
| NFC Central (pre-merger) |                      |        |                                       |
| 1967                     | Green Bay Packers    | 9-4-1  | Ganó la Super Bowl II                 |
| 1968                     | Minnesota Vikings    | 8-6-0  | Perdió en los playoffs de conferencia |
| 1969                     | Minnesota Vikings    | 12-2-0 | Perdió la Super Bowl IV               |
| NFC Central              |                      |        |                                       |
| 1970                     | Minnesota Vikings    | 12-2-0 | Perdió en los playoffs divisionales   |
| 1971                     | Minnesota Vikings    | 11-3-0 | Perdió en los playoffs divisionales   |
| 1972                     | Green Bay Packers    | 10-4-0 | Perdió en los playoffs divisionales   |
| 1973                     | Minnesota Vikings    | 12-2-0 | Perdió la Super Bowl VIII             |
| 1974                     | Minnesota Vikings    | 10-4-0 | Perdió la Super Bowl IX               |
| 1975                     | Minnesota Vikings    | 12-2-0 | Perdió en los playoffs divisionales   |
| 1976                     | Minnesota Vikings    | 11-2-1 | Perdió la Super Bowl XI               |
| 1977                     | Minnesota Vikings    | 9-5-0  | Perdió el Campeonato de la NFC        |
| 1978                     | Minnesota Vikings    | 8-7-1  | Perdió en los playoffs divisionales   |
| 1979                     | Tampa Bay Buccaneers | 10-6-0 | Perdió el Campeonato de la NFC        |
| 1980                     | Minnesota Vikings    | 9-7-0  | Perdió en los playoffs divisionales   |
| 1981                     | Tampa Bay Buccaneers | 9-7-0  | Perdió en los playoffs divisionales   |
| 1982+                    | Green Bay Packers    | 5-3-1  | Perdió en los playoffs divisionales   |
| 1983                     | Detroit Lions        | 9-7-0  | Perdió en los playoffs divisionales   |
| 1984                     | Chicago Bears        | 10-6-0 | Perdió el Campeonato de la NFC        |
| 1985                     | Chicago Bears        | 15-1-0 | Ganó la Super Bowl XX                 |
| 1986                     | Chicago Bears        | 14-2-0 | Perdió en los playoffs divisionales   |
| 1987                     | Chicago Bears        | 11-4-0 | Perdió en los playoffs divisionales   |
| 1988                     | Chicago Bears        | 12-4-0 | Perdió el Campeonato de la NFC        |
| 1989                     | Minnesota Vikings    | 10-6-0 | Perdió en los playoffs divisionales   |
| 1990                     | Chicago Bears        | 11-5-0 | Perdió en los playoffs divisionales   |
| 1991                     | Detroit Lions        | 12-4-0 | Perdió el Campeonato de la NFC        |
| 1992                     | Minnesota Vikings    | 11-5-0 | Perdió en los playoffs divisionales   |
| 1993                     | Detroit Lions        | 10-6-0 | Perdió en los playoffs divisionales   |
| 1994                     | Minnesota Vikings    | 10-6-0 | Perdió en los playoffs divisionales   |
| 1995                     | Green Bay Packers    | 11-5-0 | Perdió el Campeonato de la NFC        |
| 1996                     | Green Bay Packers    | 13-3-0 | Ganó la Super Bowl XXXI               |
| 1997                     | Green Bay Packers    | 13-3-0 | Perdió la Super Bowl XXXII            |
| 1998                     | Minnesota Vikings    | 15-1-0 | Perdió el Campeonato de la NFC        |
| 1999                     | Tampa Bay Buccaneers | 11-5-0 | Perdió el Campeonato de la NFC        |
| 2000                     | Minnesota Vikings    | 11-5-0 | Perdió el Campeonato de la NFC        |
| 2001                     | Chicago Bears        | 13-3-0 | Perdió en los playoffs divisionales   |

| Temp.     | Equipo            | Marca  | Resultado en los playoffs           |
| --------- | ----------------- | ------ | ----------------------------------- |
| NFC Norte |                   |        |                                     |
| 2002      | Green Bay Packers | 12-4-0 | Perdió en los playoffs divisionales |
| 2003      | Green Bay Packers | 10-6-0 | Perdió en los playoffs divisionales |
| 2004      | Green Bay Packers | 10-6-0 | Perdió en los playoffs divisionales |
| 2005      | Chicago Bears     | 11-5-0 | Perdió en los playoffs divisionales |
| 2006      | Chicago Bears     | 13-3-0 | Perdió la Super Bowl XLI            |
| 2007      | Green Bay Packers | 13-3-0 | Perdió el Campeonato de la NFC      |
| 2008      | Minnesota Vikings | 10-6-0 | Perdió en los playoffs divisionales |
| 2009      | Minnesota Vikings | 12-4-0 | Perdió el Campeonato de la NFC      |
| 2010      | Chicago Bears     | 11-5-0 | Perdió el Campeonato de la NFC      |
| 2011      | Green Bay Packers | 15-1-0 | Perdió en los playoffs divisionales |
| 2012      | Green Bay Packers | 11-5-0 | Perdió en los playoffs divisionales |
| 2013      | Green Bay Packers | 8-7-1  | Perdió en la ronda Wild Card        |
| 2014      | Green Bay Packers | 12-4-0 | Perdió el Campeonato de la NFC      |
| 2015      | Minnesota Vikings | 11-5-0 | Perdió en la ronda Wild Card        |
| 2016      | Green Bay Packers | 10-6-0 | Perdió el Campeonato de la NFC      |
| 2017      | Minnesota Vikings | 13-3-0 | Perdió el Campeonato de la NFC      |
| 2018      | Chicago Bears     | 12-4-0 | Perdió en la ronda Wild Card        |
| 2019      | Green Bay Packers | 13-3-0 | Perdió el Campeonato de la NFC      |
| 2020      | Green Bay Packers | 13-3-0 | Perdió el Campeonato de la NFC      |
| 2021      | Green Bay Packers | 13-4-0 | Perdió en los playoffs divisionales |
| 2022      | Minnesota Vikings | 13-4-0 | Perdió en la ronda Wild Card        |
| 2023      | Detroit Lions     | 12-5-0 | Perdió el Campeonato de la NFC      |
| 2024      | Detroit Lions     | 15-2-0 | Perdió en los playoffs divisionales |

+ - El paro de jugadores en 1982 redujo la temporada regular a nueve partidos. La liga usó un torneo especial de 16 equipos en eliminación directa sólo para ese año. Por ello las posiciones divisionales no fueron tomadas en cuenta. Green Bay Packers tuvo el mejor registro de los equipos de esta división y es considerado el campeón no oficial de la AFC Oeste de 1982.

## Clasificados a los playoffs vía Wild Card
| Temp.       | Equipo                                               | Marca        | Resultado en los playoffs                                                                                   |
| ----------- | ---------------------------------------------------- | ------------ | --- |
| NFC Central |                                                      |              | |
| 1977        | Chicago Bears                                        | 9-5-0        | Perdió en los playoffs divisionales                                                                         |
| 1979        | Chicago Bears                                        | 10-6-0       | Perdió en los playoffs divisionales                                                                         |
| 1982+       | Minnesota Vikings Tampa Bay Buccaneers Detroit Lions | 5-4-0 4-5-0  | Perdió en la segunda ronda Perdió en la primera ronda Perdió en la primera ronda                            |
| 1987        | Minnesota Vikings                                    | 8-7-0        | Perdió el Campeonato de la NFC                                                                              |
| 1988        | Minnesota Vikings                                    | 11-5-0       | Perdió en los playoffs divisionales                                                                         |
| 1991        | Chicago Bears                                        | 11-5-0       | Perdió en los playoffs divisionales                                                                         |
| 1993        | Minnesota Vikings Green Bay Packers                  | 9-7-0        | Perdió en los playoffs divisionales Perdió en los playoffs divisionales                                     |
| 1994        | Detroit Lions Chicago Bears Green Bay Packers        | 9-7-0        | Perdió en los playoffs divisionales Perdió en los playoffs divisionales Perdió en los playoffs divisionales |
| 1995        | Detroit Lions                                        | 10-6-0       | Perdió en los playoffs divisionales                                                                         |
| 1996        | Minnesota Vikings                                    | 9-7-0        | Perdió en los playoffs divisionales                                                                         |
| 1997        | Detroit Lions Minnesota Vikings Tampa Bay Buccaneers | 9-7-0 10-6-0 | Perdió en los playoffs divisionales Perdió en los playoffs divisionales Perdió en los playoffs divisionales |
| 1998        | Green Bay Packers                                    | 11-5-0       | Perdió en los playoffs divisionales                                                                         |
| 1999        | Detroit Lions Minnesota Vikings                      | 8-8-0 10-6-0 | Perdió en los playoffs divisionales Perdió en los playoffs divisionales                                     |
| 2000        | Tampa Bay Buccaneers                                 | 10-6-0       | Perdió en los playoffs divisionales                                                                         |
| 2001        | Tampa Bay Buccaneers Green Bay Packers               | 9-7-0 12-4-0 | Perdió en los playoffs divisionales Perdió en los playoffs divisionales                                     |

| Temp.     | Equipo                              | Marca         | Resultado en los playoffs                                 |
| --------- | ----------------------------------- | ------------- | --------------------------------------------------------- |
| NFC Norte |                                     |               |                                                           |
| 2004      | Minnesota Vikings                   | 8-8-0         | Perdió en los playoffs divisionales                       |
| 2009      | Green Bay Packers                   | 11-5-0        | Perdió en los playoffs divisionales                       |
| 2010      | Green Bay Packers                   | 10-6-0        | Ganó la Super Bowl XLV                                    |
| 2011      | Detroit Lions                       | 10-6-0        | Perdió en la ronda Wild Card                              |
| 2012      | Minnesota Vikings                   | 10-6-0        | Perdió en la ronda Wild Card                              |
| 2014      | Detroit Lions                       | 11-5-0        | Perdió en la ronda Wild Card                              |
| 2015      | Green Bay Packers                   | 10-6-0        | Perdió en los playoffs divisionales                       |
| 2016      | Detroit Lions                       | 9-7-0         | Perdió en la ronda Wild Card                              |
| 2019      | Minnesota Vikings                   | 10-6-0        | Perdió en los playoffs divisionales                       |
| 2020      | Chicago Bears                       | 8-8-0         | Perdió en la ronda Wild Card                              |
| 2023      | Green Bay Packers                   | 9-8-0         | Perdió en los playoffs divisionales                       |
| 2024      | Minnesota Vikings Green Bay Packers | 14-3-0 11-6-0 | Perdió en la ronda Wild Card Perdió en la ronda Wild Card |

+ - El paro de jugadores en 1982 redujo la temporada regular a nueve partidos. La liga usó un torneo especial de 16 equipos en eliminación directa sólo para ese año. Por ello las posiciones divisionales no fueron tomadas en cuenta. Green Bay Packers tuvo el mejor registro de los equipos de esta división y es considerado el campeón no oficial de la AFC Oeste de 1982.

## Resultados en los playoffs desde 1967
Estadísticas actualizadas hasta la temporada 2024.
| Equipo               | Campeonatos divisionales | Clasificaciones a playoffs | Apariciones en Super Bowl   | Victorias en Super Bowl | Temporadas campeonatos divisionales                                                                                          |
| -------------------- | ------------------------ | -------------------------- | --------------------------- | ----------------------- | --- |
| Minnesota Vikings    | 21                       | 32                         | 4 (IV, VIII, IX, XI)        | 0                       | 1968, 1969, 1970, 1971, 1973, 1974, 1975, 1976, 1977, 1978, 1980, 1989, 1992, 1994, 1998, 2000, 2008, 2009, 2015, 2017, 2022 |
| Green Bay Packers    | 17                       | 27                         | 5 (I, II, XXXI, XXXII, XLV) | 4 (I, II, XXXI, XLV)    | 1967, 1972, 1995, 1996, 1997, 2002, 2003, 2004, 2007, 2011, 2012, 2013, 2014, 2016, 2019, 2020, 2021                         |
| Chicago Bears        | 11                       | 16                         | 2 (XX, XLI)                 | 1 (XX)                  | 1984, 1985, 1986, 1987, 1988, 1990, 2001, 2005, 2006, 2010, 2018                                                             |
| Detroit Lions        | 5                        | 14                         | 0                           | 0                       | 1983, 1991, 1993, 2023, 2024                                                                                                 |
| Tampa Bay Buccaneers | 3                        | 7                          | 0                           | 0                       | 1979, 1981, 1999 |

- Buccaneers dejaron la división en 2001
- No incluye los campeonatos divisionales entre 1933 y 1966

## Calendario extradivisional
| Temporada | Oponentes        | Oponentes        |
| Temporada | Interconferencia | Intraconferencia |
| --------- | ---------------- | ---------------- |
| 2025      | AFC Norte        | NFC Este         |
| 2026      | AFC Este         | NFC Sur          |
| 2027      | AFC Oeste        | NFC Oeste        |
| 2028      | AFC Sur          | NFC Este         |